# Stiftelsen Per Albin Hanssons minne
Stiftelsen Per Albin Hanssons minne är en stiftelse som grundades 1947 i Stockholm.
Stiftelsen delar ut stipendier för studier i politiska, ekonomiska och internationella frågor samt för studier i arbetarrörelsens historia, dess idéer och verksamhet. Stiftelsen stödjer högskolor och komvux.
För att kunna söka stipendier måste man vara medlem i SAP, SSU, S-kvinnor och SKSF.